# Mohammad Karamudini
 (janvier 2013).
Mohammad Karamudini est un professeur de biologie iranien.

## Biographie
Il a commencé sa carrière en collège en 1974. Il a reçu plusieurs prix pour son enseignement, son travail avec des étudiants et pour la recherche dans l'enseignement des sciences, entre autres, le prix de « meilleur enseignant » par le ministère de l'éducation (1990)[réf. nécessaire].
Par deux fois, il a reçu un prix pour son très bon enseignement de biologie et en 2001, il a été nommé meilleur enseignant et chercheur du Centre pour l'évolution du matériel d'étude . En 2002, il était le meilleur chercheur dans « l'organisation des recherches éducatives et la planification », en Iran[réf. nécessaire]. Il a publié plus de 32 livrets et livres sur la science et l'enseignement,,,, entre autres Évolution de l'enseignement de biologie dans les pays développés, présenté à BioEd 2000 et Enseignement de base de projet dans l'enseignement des langues.
Son livre concernant la photosynthèse lui a apporté l'honneur d'être le meilleur auteur de livre éducatif pour le collège en 2003. Avant sa retraite en juillet 2006, il était le chef de la section de biologie à l' Organisation pour la recherche éducative et la planification[Quoi ?] en Iran[réf. nécessaire].
Actuellement, il est le rédacteur en chef de Enseignement de la biologie, en persan, le seul magazine trimestriel pour les enseignants de biologie en Iran[réf. nécessaire].